# Kościół św. Jakuba Apostoła w Golinie
Kościół Świętego Jakuba Apostoła w Golinie – rzymskokatolicki kościół filialny w mieście Golina, w województwie wielkopolskim. Mieści się przy ulicy Kościelnej. Do czasu konsekracji nowego kościoła pod wezwaniem Matki Bożej Szkaplerznej w 1986 pełnił funkcję kościoła parafialnego.
Jest to drewniana świątynia wybudowana w latach 1765–1767. Posiada kaplicę murowaną z 1696 roku. W głównym ołtarzu obraz Ukrzyżowanie z około 1600 roku i dwie rzeźby ludowe: św. Sebastian i Chrystus na krzyżu.

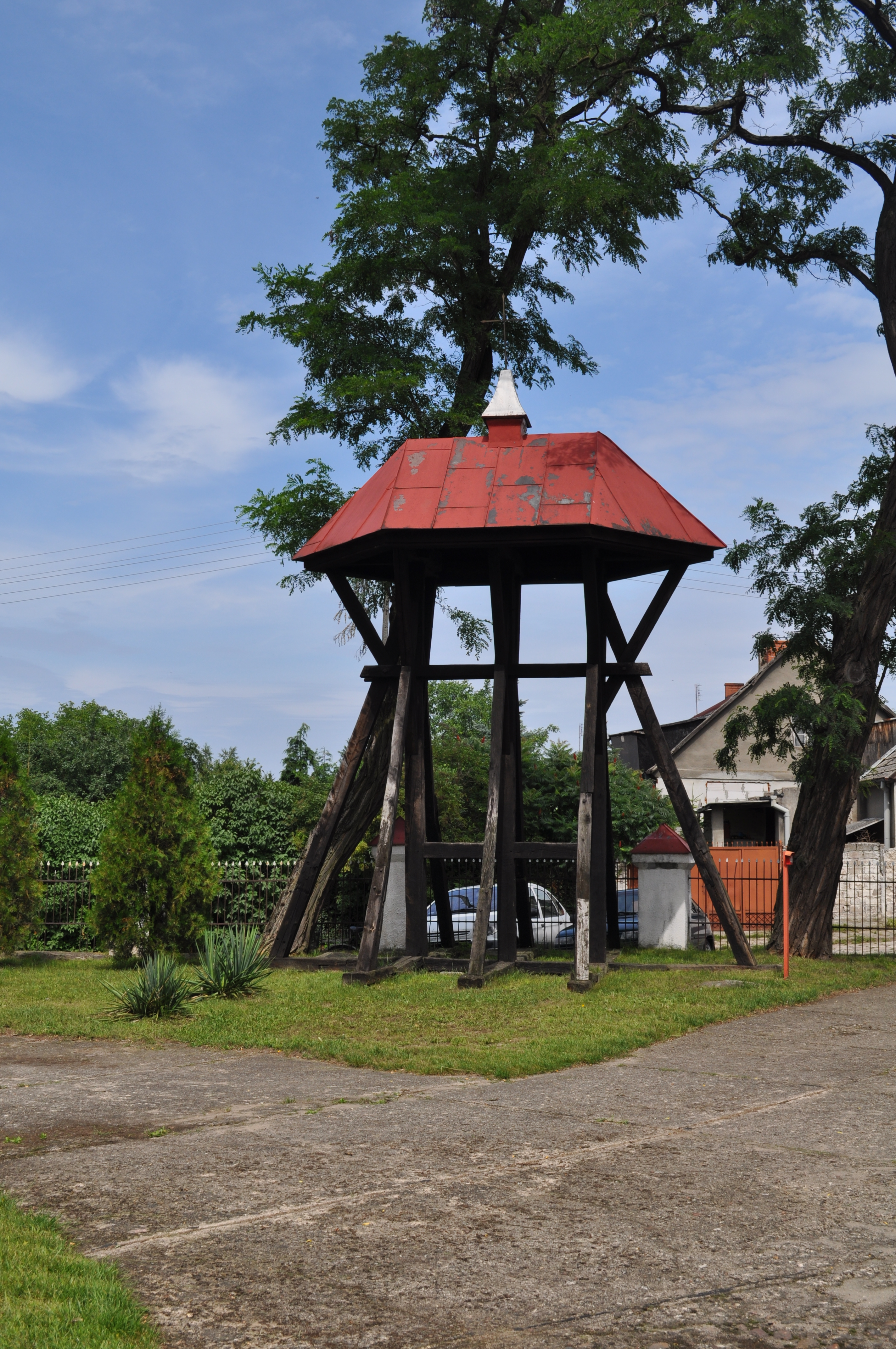
Dzwonnica

W 1996 roku mieszkańcy miasta nie wyrazili zgody na przeniesienie świątyni do Wielkopolskiego Parku Etnograficznego w Dziekanowicach.